# Mercator (компания)

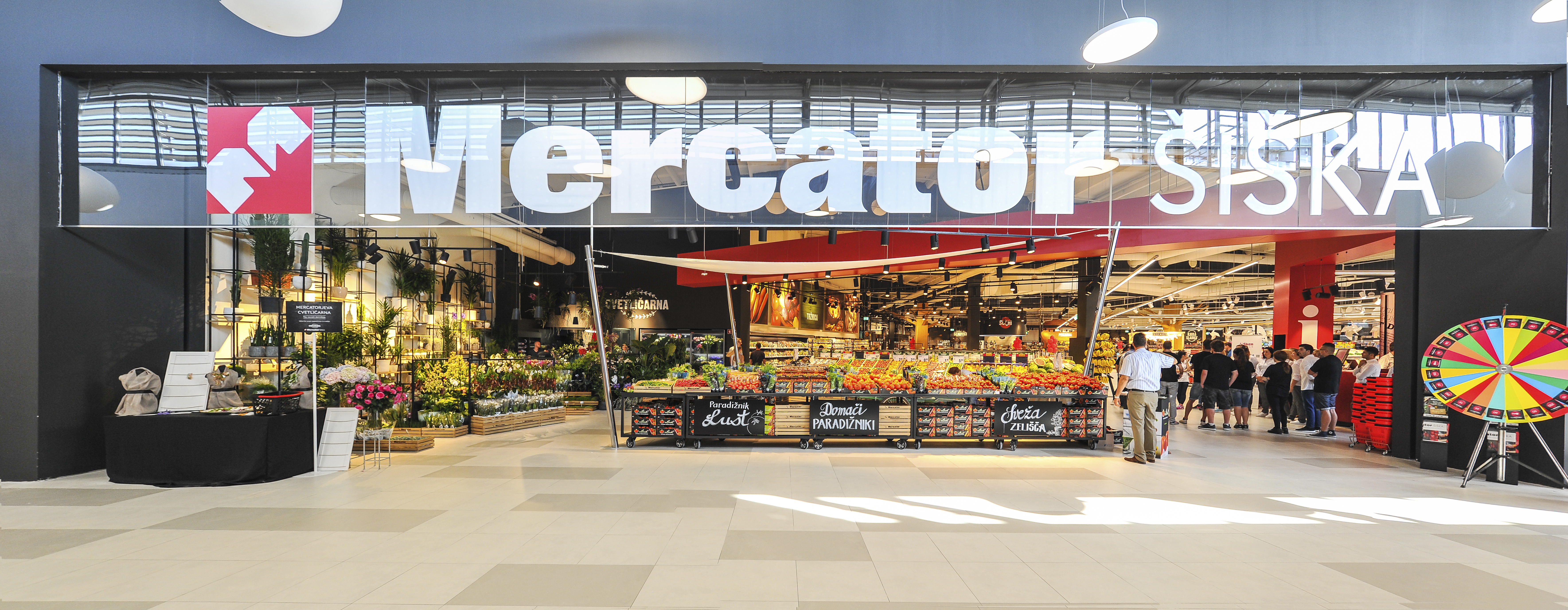
Mercator - рекламный щит

Poslovni sistem Mercator, d.o.o. (произносится [mɛɾˈkaːtɔɾ]; лат. «торговец») — словенский бизнес-конгломерат. Одна из крупнейших компаний Словении по годовой выручке, материнская компания группы супермаркетов Mercator Group. Она полностью принадлежит хорватскому акционерному обществу Fortenova Group.
Помимо Словении, представительство сети есть в Сербии, Черногории, Боснии и Герцеговине и Хорватии. Основным направлением деятельности является розничная торговля товарами повседневного спроса через диверсифицированную розничную сеть в Словении, Сербии, Боснии и Герцеговине и Черногории.
Компания Mercator ведет свою историю с 1949 года, когда была основана оптовая компания Živila Ljubljana — предшественница Poslovni sistem Mercator, d. d., которая была реорганизована в общество с ограниченной ответственностью 4 июля 2022 года. На момент своего основания Mercator продавал товары со склада. Сегодня Mercator является одним из самых передовых ритейлеров в регионе с 20 300 сотрудниками, работающими во всей группе Mercator.
С апреля 2021 года Mercator принадлежит Fortenova Group. Она приобрела акции у Agrokor, которая приобрела словенского ритейлера в 2014 году. Изначально Fortenova владела 89,11% Mercator, увеличив свою долю до 90,005% после общего собрания акционеров в сентябре 2021 года. Fortenova стала единственным владельцем Mercator 1 апреля 2022 года, вытеснив миноритарных акционеров. Затем, в середине апреля, Генеральная Ассамблея одобрила делистинг акций компании с фондовой биржи.
Mercator стремится внедрять современные концепции магазинов на всех своих рынках. Постоянный рост компании основан на эффективных бизнес-моделях, включающих привлекательное предложение для клиентов, долгосрочное партнерство с местными и региональными поставщиками, новые концепции магазинов, а также операционную эффективность и экономическую эффективность во всех сферах деятельности.